# Nocturnos (Debussy)
Nocturnos (Nocturnes) es un tríptico sinfónico para orquesta y coro del compositor francés Claude Debussy. Esta obra fue compuesta entre los años 1897 y 1899, y está inspirada en una serie de obras impresionistas también llamadas Nocturnos del pintor 
James McNeill Whistler.
En 1892, Debussy compone los esbozos de una obra titulada “Tres escenas al crepúsculo”, que luego abandona por un tiempo, para retomarla nuevamente y convertirla en “Tres nocturnos para violín principal y orquesta” dedicada al violinista Ysaye. Sin embargo, posteriormente vuelve a modificarla dándole su forma definitiva como un “Tríptico sinfónico para orquesta y coro femenino”.
Está integrada por tres movimientos: Nuages, Fêtes y Sirènes. Los primeros dos fueron estrenados por Camille Chevillard con la Lamoureux Orchestra el 9 de diciembre de 1900 en París.  La suite completa se escuchó por primera vez el 27 de octubre de 1901 con los mismos intérpretes.
Debussy escribió una nota introductoria a los nocturnos, donde indicaba que "el título Nocturnos debe interpretarse en un sentido decorativo. No ha de entenderse que hace referencia a la habitual forma de nocturno, sino más bien a todas las diversas impresiones y a los efectos especiales de luz que sugiere el término. Nuages (nubes) refleja el aspecto inmutable del cielo, con la marcha lenta y melancólica de las nubes, terminando en una agonía gris, dulcemente teñida de blanco. “Fetes” (fiestas) ofrece una atmósfera vibrante, con repentinos fogonazos de luz. Tiene lugar también un episodio en que una procesión, una visión fantástica, se entremezcla con esa escena festiva. Pero el trasfondo se mantiene persistentemente: el festival, con su mezcla de música y polvo luminoso, participando del ritmo cósmico. Sirenes (sirenas) representa el mar y su inextinguible movimiento; sobre las olas, en las que centellea la luz de la luna, se escucha el misterioso canto de las sirenas, riendo a su paso".

## Instrumentación
La obra está compuesta para tres flautas, dos oboes, corno inglés, dos clarinetes en si bemol, tres fagots, cuatro cornos, tres trompetas, tres trombones, tuba, timbales, platillos, caja orquestal, coro femenino y cuerdas.

## Arreglos
- Esta obra fue transcrita para dos pianos por Maurice Ravel.